# Резонаторный магнетрон

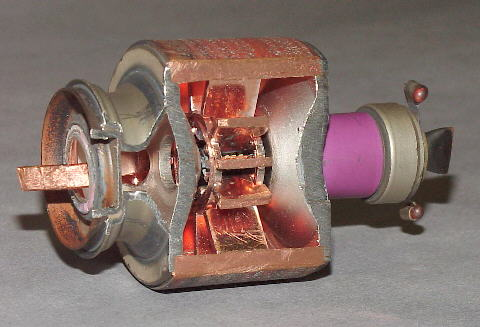
Магнетрон в разрезе, видны резонансные полости. Катод в центре не виден.

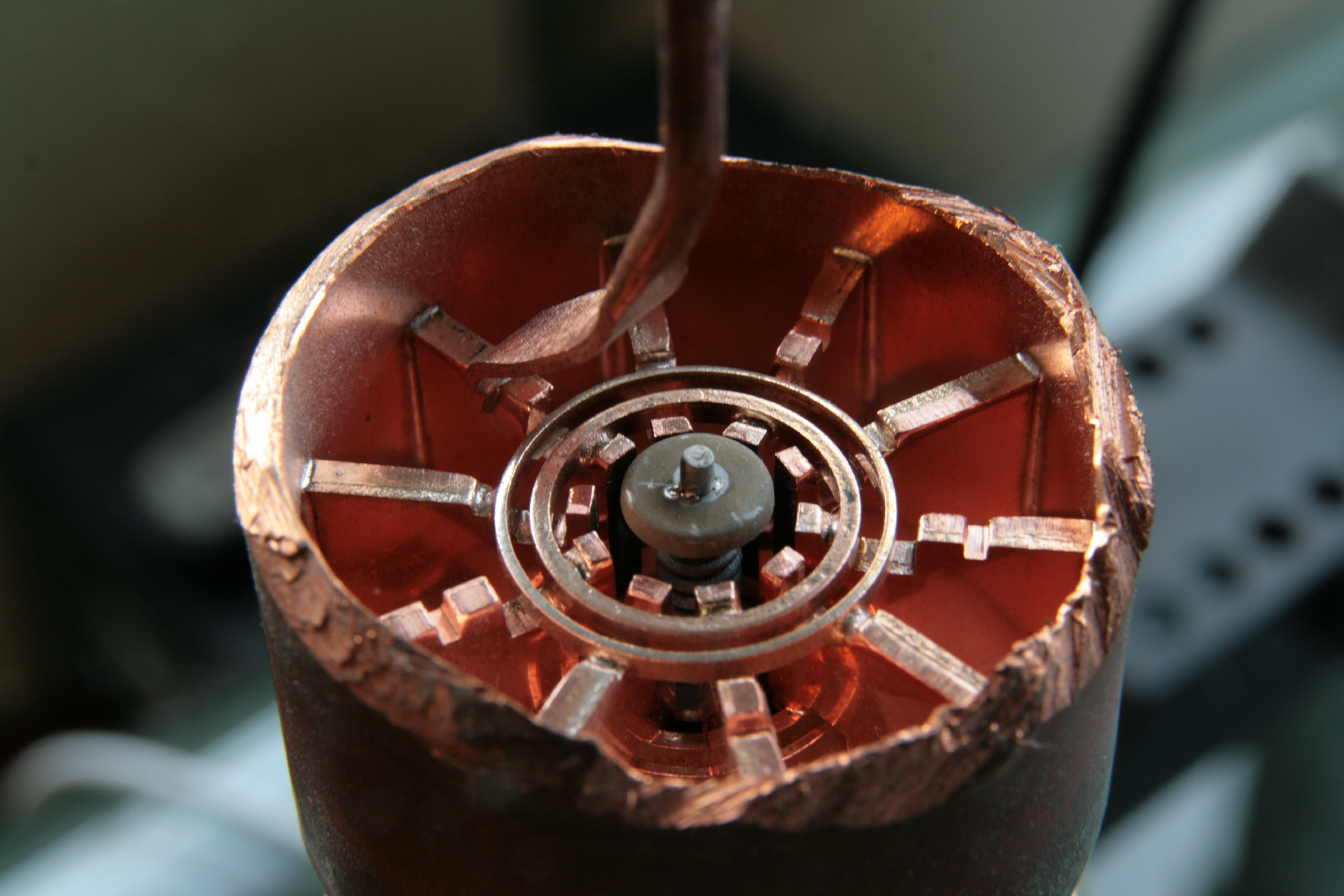
Аналогичный магнетрон с удаленной другой секцией. Виден центральный катод; антенна, проводящая микроволны, расположена вверху; магниты не показаны.

Резонаторный магнетрон — мощная вакуумная лампа, использовавшаяся в ранних радиолокационных системах, а затем в микроволновых печах и линейных ускорителях частиц. Резонаторный магнетрон генерирует микроволны, используя взаимодействие потока электронов с магнитным полем при движении мимо ряда резонаторов, которые представляют собой небольшие открытые полости в металлическом блоке. Электроны проходят мимо полостей и вызывают в них колебания микроволн, аналогично тому, как работает свисток, издавая тон при возбуждении потоком воздуха, проходящим мимо его отверстия. Резонансная частота устройства определяется физическими размерами полостей. В отличие от других вакуумных ламп, таких как клистрон или лампа бегущей волны (ЛБВ), магнетрон не может функционировать как усилитель для увеличения интенсивности приложенного микроволнового сигнала; магнетрон служит исключительно как электронный генератор, генерирующий микроволновый сигнал от постоянного тока, подаваемого на вакуумную трубку.
Начало использование магнитных полей в качестве средства управления потоком электрического тока было  положено изобретением Аудиона Ли де Форестом в 1906 году.  Другие экспериментаторы подхватили работу Халла, и ключевое достижение — использование двух катодов — было представлено Хабаном в Германии в 1924 году. Дальнейшие исследования были ограничены до японской статьи Окабе 1929 года, в которой отмечалось получение сигналов сантиметровой длины волны, что привело к мировому интересу. Разработка магнетронов с несколькими катодами была предложена А. Л. Сэмюэлем из Bell Telephone Laboratories в 1934 году, что привело к разработкам Постумуса в 1934 году и Ганса Хольмана в 1935 году. Производство было начато компаниями Philips, General Electric Company (GEC), Telefunken и другими; выходная мощность первых моделей была ограничена величиной 10 Вт. К этому времени клистрон выдавал большую мощность, поэтому магнетрон не получил широкого распространения.
Резонаторный магнетрон был радикальным усовершенствованием, представленным Джоном Рэндаллом и Гарри Бутом из Бирмингемского университета в Англии в 1940 году :24-26. Их первый рабочий образец имел выходную мощность порядка сотни ватт при длины волны 10 см, что было беспрецедентным достижением. В течение нескольких недель инженеры General Electric Company улучшили этот показатель до более чем одного киловатта (кВт), к 1941 году достигаемая мощность увеличилась до более 100 кВт;  и до мегаватта к 1943 году. Импульсы высокой мощности генерировались устройством размером с небольшую книгу и передавались антенной длиной всего в сантиметры, что на порядки уменьшило размеры практических радиолокационных систем. Это позволило создать новые радары для ночных истребителей, противолодочных самолетов и  эскортных кораблей. С этого момента союзники во Второй мировой войне удерживали лидерство в области радиолокации, которое их коллеги в Германии и Японии так и не смогли сократить. К концу войны практически все радары союзников были основаны на магнетроне.